# Alright! ハートキャッチプリキュア!/ハートキャッチ☆パラダイス
「Alright! ハートキャッチプリキュア!/ハートキャッチ☆パラダイス」（オールライト（オーライ） ハートキャッチプリキュア/ハートキャッチ パラダイス）は、池田彩、工藤真由の6枚目のシングル。2010年3月17日にマーベラスエンターテイメントから発売された。

## 概要
テレビアニメ『ハートキャッチプリキュア!』の主題歌を収録したスプリット・シングル。オープニングテーマの「Alright! ハートキャッチプリキュア!」は池田彩（C-ZONE）が、エンディングテーマの「ハートキャッチ☆パラダイス」は工藤真由が歌っている。
CDジャケットには、花咲つぼみ、来海えりか、シプレ、コフレが描かれている。DVD付属盤と通常盤の2種類が発売されており、DVD付属盤にはオープニングとエンディングのノンテロップバージョンが収録されている。また、初回限定盤には花咲つぼみ&来海えりかのデータカードダスプロモーションカードが封入された。
「ハートキャッチ☆パラダイス」の振り付けは前作同様前田健が担当した。
第61回NHK紅白歌合戦のコーナー「キャラクター紅白歌合戦」では、当作品で主役・花咲つぼみ/キュアブロッサムを演じる水樹奈々がAKB48の前田敦子、大島優子、板野友美と共に、明堂学園の制服を着用して「Alright! ハートキャッチプリキュア!」を熱唱した。
2011年2月にマーベラスエンターテイメントのCDの販売委託先がジェネオン・ユニバーサル・エンターテイメントジャパンからソニー・ミュージックディストリビューションに変更になったのに伴い、同年6月1日に再発版がリリースされており、このCDには別シングルで発売されている後期エンディングテーマ「Tomorrow Song 〜あしたのうた〜」も収録されている。
2021年10月15日から、スマートフォン音楽ゲーム『D4DJ Groovy Mix』にて『映画 トロピカル〜ジュ!プリキュア 雪のプリンセスと奇跡の指輪!』の公開を記念して『Alright! ハートキャッチプリキュア!』が『Viva! Spark!トロピカル〜ジュ!プリキュア』と共にそれぞれ追加楽曲として収録されている。
「Alright! ハートキャッチプリキュア!」の「Alright!」の読みは、「オールライト」とするものと「オーライ」とするものが混在している。
- 「オールライト」…キングレコード盤[3]
- 「オーライ」…番組オープニングの歌詞テロップ[4]、講談社の絵本[5]、『たのしい幼稚園』付録DVD[6]、日本コロムビア盤[7]
- 「Alright!」の読みの記載なし…ジェネオン盤[8]

## 批評
ジェネオン盤をhotexpressの棚橋寛は、「『Alright! ハートキャッチプリキュア!』は、個性を活かして欲しいという想いが込められたフレッシュな曲。『ハートキャッチ☆パラダイス』は、ノリが良いダンス曲である。」と評した。
ソニー・ミュージック盤をCDジャーナルは、「作品の世界観が思い切り活かされた曲が収録されている作品である。」と評した。

## 収録曲

### ジェネオン盤
1. Alright! ハートキャッチプリキュア! [3:46]
歌：池田彩
作詞：六ツ見純代、作曲：高取ヒデアキ、編曲：籠島裕昌
  - テレビアニメ『ハートキャッチプリキュア!』オープニングテーマ
2. ハートキャッチ☆パラダイス [4:06]
歌：工藤真由
作詞：六ツ見純代、作曲：marhy、編曲：久保田光太郎
  - テレビアニメ『ハートキャッチプリキュア!』第1期エンディングテーマ
3. Alright! ハートキャッチプリキュア!（オリジナルメロディー入りカラオケ）
4. ハートキャッチ☆パラダイス（オリジナルメロディー入りカラオケ）

### ソニー・ミュージック盤
1. Alright! ハートキャッチプリキュア! [3:46]
2. ハートキャッチ☆パラダイス [4:06]
3. Tomorrow Song 〜あしたのうた〜 [4:06]
歌：工藤真由
コーラス：池田彩、六ツ見純代、関係各社女性スタッフ有志の皆さん
作詞：六ツ見純代、作曲：高取ヒデアキ、編曲：籠島裕昌
4. Alright! ハートキャッチプリキュア!（オリジナルメロディー入りカラオケ）
5. ハートキャッチ☆パラダイス（オリジナルメロディー入りカラオケ）
6. Tomorrow Song 〜あしたのうた〜（オリジナルメロディー入りカラオケ）

## DVD
DVD付属盤のみ同梱。
1. オープニング&エンディングノンテロップ映像

## 収録アルバム
| 楽曲                               | 発売日         | タイトル                                                           | 備考                                          |
| ---------------------------------- | -------------- | ------------------------------------------------------------------ | --------------------------------------------- |
| Alright! ハートキャッチプリキュア! | 2010年7月22日  | ハートキャッチプリキュア! ボーカルアルバム1 〜大地と海と陽と月と〜 | ハートキャッチプリキュア!のボーカルアルバム。 |
| ハートキャッチ☆パラダイス!         | 2010年10月27日 | My way                                                             | 工藤真由の1枚目のオリジナルアルバム。         |

## カバー

### Alright! ハートキャッチプリキュア!
- Reiko Nakanishi（キングレコード版カバー。2010年6月9日発売『キッズソング、だいすきっ!〜ブンブン ブキューン!・Alright! ハートキャッチプリキュア!〜』収録）
- 久保田薫、コール：blue☆two（日本コロムビア版カバー。2010年8月4日発売『2010 はっぴょう会(3) Alright! ハートキャッチプリキュア!』収録）
- 工藤真由、ELISA（『Alright! ハートキャッチプリキュア! feat.ELISA』としてカバー、2010年10月27日発売『My way』に収録）

### ハートキャッチ☆パラダイス
- KEIKO（キングレコード版カバー。『キッズソング、だいすきっ!〜ブンブン ブキューン!・Alright! ハートキャッチプリキュア!〜』収録）
- 水樹奈々（キュアブロッサム役の声優、2010年7月24〜25日に開催されたコンサート「NANA MIZUKI LIVE GAMES 2010」で披露。25日には水沢史絵（キュアマリン役）も加わってデュエットで歌われた。2010年12月22日に発売のライブDVD/BD「NANA MIZUKI LIVE GAMES×ACADEMY【RED/BLUE】」に収録されたほか、2010年8月1日放送のNHK総合『MUSIC JAPAN 新世紀アニソンSP3』でも24日の分が放送されている）

## 映画版シングル
劇場版アニメ『映画 ハートキャッチプリキュア! 花の都でファッションショー…ですか!?』の主題歌シングル。2010年10月27日にマーベラスエンターテイメントから発売された。
テレビシリーズオープニングテーマ「Alright!ハートキャッチプリキュア!」と後期エンディングテーマ「Tomorrow Song 〜あしたのうた〜」を映画バージョンとしてリアレンジし、「Alright!ハートキャッチプリキュア!」ではアコーディオンの音色が追加され間奏のギターソロがアコーディオンソロに変更、「Tomorrow Song 〜あしたのうた〜」ではテクノ風のアレンジとなっている。
プリキュア役の4人の声優（水樹奈々、水沢史絵、桑島法子、久川綾）がコーラスとして参加し、コーラスの歌詞も各キャラに合わせた形に変更されているほか、「Tomorrow Song」では間奏に各キャラの変身後の名乗りの台詞が追加されている。

### 批評
CDジャーナルは、「劇場版の舞台のパリの雰囲気を感じさせる華やかな曲に仕上がっている。」と評した。

### 収録曲
1. Alright!ハートキャッチプリキュア! for the Movie
歌：池田彩 with ハートキャッチプリキュア[メンバー 1]
作詞：六ツ見純代、作曲：高取ヒデアキ、編曲：籠島裕昌
  - 劇場版『ハートキャッチプリキュア! 花の都でファッションショー…ですか!?』オープニングテーマ
2. Tomorrow Song 〜あしたのうた〜 for the Movie
歌：工藤真由 with ハートキャッチプリキュア[メンバー 1]
作詞：六ツ見純代、作曲：高取ヒデアキ、編曲：籠島裕昌
  - 劇場版『ハートキャッチプリキュア! 花の都でファッションショー…ですか!?』エンディングテーマ
3. Alright!ハートキャッチプリキュア!（オリジナルメロディー入りカラオケ）
4. Tomorrow Song 〜あしたのうた〜（オリジナルメロディー入りカラオケ）

### 収録アルバム
| 楽曲                                                                                         | 発売日         | タイトル                                                                                        | 備考                                             |
| -------------------------------------------------------------------------------------------- | -------------- | ----------------------------------------------------------------------------------------------- | ------------------------------------------------ |
| Alright!ハートキャッチプリキュア! for the Movie                                              | 2010年12月22日 | ハートキャッチプリキュア! ボーカルアルバム2 〜いろとりどりの花言葉〜                            | ハートキャッチプリキュア!のボーカルアルバム。    |
| Alright!ハートキャッチプリキュア! for the Movie Tomorrow Song 〜あしたのうた〜 for the Movie | 2010年10月27日 | 映画 ハートキャッチプリキュア! 花の都でファッションショー…ですか!? オリジナル・サウンドトラック | 劇場版のサウンドトラック。映画sizeで収録。       |
| Alright!ハートキャッチプリキュア! for the Movie Tomorrow Song 〜あしたのうた〜 for the Movie | 2011年2月16日  | プリキュア映画主題歌コレクション                                                                | プリキュアシリーズのコンピレーション・アルバム。 |

### ユニットメンバー
1. 1 2 3 4  花咲つぼみ（水樹奈々）、来海えりか（水沢史絵）、明堂院いつき（桑島法子）、月影ゆり（久川綾）

1. ↑  髪型も演じている花咲つぼみと同じだった。
2. ↑  【グルミク1周年】「トロピカル～ジュ！プリキュア」＆「ハートキャッチプリキュア！」の楽曲が登場！【CM】 - YouTube
3. ↑  『キッズソング、だいすきっ! 〜ブンブン ブキューン!・Alright! ハートキャッチプリキュア!〜』（KICG 281）付属ブックレット、4頁。『NEW!キッズ・ヒットソングうたっちゃおう! 〜ぼくコッシー、天装戦隊ゴセイジャー〜』（KICG 287/8）付属ブックレット、2頁・10頁。『こどもベスト・ヒットソング 40〜ドコノコノキノコ・コロンパッ〜』（KICG 295/6）付属ブックレット、12頁、など。
4. ↑  【公式】ハートキャッチプリキュア！ 第1話「私、変わります！ 変わってみせます!!」（2m58s〜） - YouTube
5. ↑  『ハートキャッチプリキュア! (1) はなの パワーの プリキュアよ!』（講談社のテレビ絵本1471）、講談社、2010年、裏表紙。ISBN 978-4-06-344471-1。
『ハートキャッチプリキュア! (1) プリキュアの ひみつが いっぱい!』（おともだちスーパーワイド百科48）、講談社、2010年、40頁。ISBN 978-4-06-350348-7。
6. ↑  『たのしい幼稚園』2010年12月号付録DVD『ハートキャッチプリキュア! わくわくDVD 1.ピンク』のパッケージ
7. ↑  『テレビこどものうた! 女の子』（COCX-36842）付属ブックレット、5頁、など。
8. ↑  MJCD-23080付属ブックレット、『ハートキャッチプリキュア! ボーカルアルバム1』（MJCD-20189）付属ブックレット、『ハートキャッチプリキュア! ボーカルベスト』（MJSA-1001）付属ブックレットなど。
9. ↑  “「ハートキャッチプリキュア!」OP&EDテーマ::Alright ハートキャッチプリキュア!/ハートキャッチ☆パラダイス”. hotexpress (2010年3月17日). 2011-11-15 23:09閲覧。
10. ↑  “「ハートキャッチプリキュア!」オープニング&エンディングテーマ”. CDジャーナル (2011年6月1日). 2011-11-15 23:13閲覧。
11. ↑  “「ハートキャッチプリキュア!花の都でファッションショー…ですか!?」主題歌”. CDジャーナル (2010年10月27日). 2011-11-15 23:16閲覧。